# 南達沃省

南達沃省

南達沃省（英語：Davao del Sur），是一個位於菲律賓民答那峨島的省份。首府為迪戈斯市。
根據地圖顯示的方位，其位於民答那峨島的南部，向北的位置為北達沃省；向西的位置為哥打巴托省；向東的位置為菲律賓海；向南的位置則是面對西達沃省。

## 簡介
- 隸屬地區：達沃區
- 時區：GMT+8
- 使用語言：宿霧語、他加祿語、Bagobo
- 人口：1,102,454人[1]
- 面積：4,223.45平方公里

## 行政區域
南達沃省劃分為9個自治市及兩個城市。

### 城市
- 達沃市，咱儂話＂納卯市＂（Davao City）- 高度都市化城市
- 迪戈斯，咱儂話＂智虞斯＂（Digos）- 首府及組合城市

### 自治市
- 曼沙蘭（Bansalan）
- 夏銀倪（Hagonoy）
- 基巴拉灣（Kiblawan）
- 麥格塞塞，咱儂話＂麥獅獅＂（Magsaysay）
- 馬拉轆（Malalag）
- 馬丹奧（Matanao）
- 帕達達，咱儂話＂巴沓沓＂（Padada）
- 聖克魯斯，咱儂話＂仙沓古律士＂（Santa Cruz）
- Sulop